# إسماعيل كاربا بانغورا
إسماعيل كاربا بانغورا (بالفرنسية: Ismaël Karba Bangoura)‏ هو لاعب كرة قدم غيني في مركز الدفاع، ولد في 8 نوفمبر 1994 في كمسار في غينيا. لعب مع نادي تشيزينا.

## وصلات خارجية
- إسماعيل كاربا بانغورا على موقع قاعدة بيانات كرة القدم.إي يو (الإنجليزية)
- إسماعيل كاربا بانغورا على موقع Soccerway.com (الإنجليزية)
- إسماعيل كاربا بانغورا على موقع عالم كرة القدم.نت (الإنجليزية)